# 天廚二
天龍座σ，又名BD+69 1053，HD 185144、SAO 18396、HR 7462，是天龍座的一颗恒星，视星等为4.68，位于銀經101.32，銀緯21.89，其B1900.0坐标为赤經19h 32m 33.2s，赤緯+69° 21.89′ 28″。